# Henry Grünbaum
Henry Grünbaum (* 27. Juli 1911 in Kopenhagen; † 5. Januar 2006) war ein dänischer Gewerkschaftsfunktionär und sozialdemokratischer Politiker.

## Leben

### Herkunft, Gewerkschaftsfunktionär und Studium
Grünbaum stammte aus einer polnisch-jüdischen Handwerkerfamilie, die vor dem Ersten Weltkrieg nach Dänemark kam. Sein Vater war Schuhmachermeister und engagierte sich in der sozialdemokratischen Partei und in der Gewerkschaft. Auch er selbst wurde bereits in seiner Jugend aktives Mitglied der Arbeiterbewegung. Nach dem Schulbesuch absolvierte er eine Berufsausbildung zum Graveur und gehörte 1931 zu den Mitgründern des Jugendverbandes der Graveure, dessen Vorsitzender er 1933 wurde. Zugleich war er zwischen 1934 und 1938 Mitglied des Vorstandes der Gold- und Silberarbeitergewerkschaft. 
In dieser Zeit besuchte er zur weiteren schulischen Bildung Abendschulen und begann nach dem Abitur 1936 ein Studium der Wirtschaftswissenschaften. Zugleich wurde er Mitglied des Wirtschaftsrates der Arbeiterbewegung (Arbejderbevægelsens Erhvervsråd) und lernte während dieser Zeit den späteren Ministerpräsidenten und Parteivorsitzenden der Sozialdemokraten Jens Otto Krag kennen.
Während des Zweiten Weltkrieges musste Grünbaum nach Stockholm fliehen, wo er sich als Mitglied im Verbindungsausschuss der Dänischen Widerstandsbewegung engagierte. Nach Kriegsende setzte er sein Studium fort und schloss dieses 1949 ab.
Im Anschluss wurde Grünbaum 1949 wirtschaftspolitischer Mitarbeiter der Tageszeitung Social-Demokraten und war dort bis 1956 tätig. Danach wurde er Leiter des Wirtschaftsbüros des Arbeiter- und Facharbeiterverbandes (Dansk Arbejdsmands- og Specialarbejderforbund) und war zuletzt von 1962 bis 1964 Redakteur der Zeitung dieses Verbandes.

### Minister, Abgeordneter und Staatsrevisor
Am 8. Oktober 1964 wurde Grünbaum von Ministerpräsident Krag zum Nachfolger von Poul Hansen als Wirtschaftsminister in dessen zweiten Regierung berufen und zugleich zum Minister für nordische Angelegenheiten ernannt. Grünbaum war damit der erste aus einer Einwandererfamilie stammende Minister in der Geschichte Dänemarks.
Nachdem Poul Hansen am 24. August 1965 krankheitsbedingt aus dem Kabinett ausschied, übernahm Grünbaum dessen Amt als Finanzminister, während Ivar Nørgaard ihm selbst als Wirtschaftsminister folgte. Das Amt des Finanzministers bekleidete er bis zum Ende der Amtszeit Krags am 2. Februar 1968. In diese Zeit fiel 1967 die Einführung der Mehrwertsteuer und der Quellensteuer, die von ihm maßgeblich vorbereitet wurde. Trotz dieser wichtigen Ministerämter war aber Außenminister Per Hækkerup der zweitwichtigste Mann im „roten Kabinett“ Krag (‚det røde kabinet‘), das sich in bestimmten Abstimmungen der Unterstützung der Socialistisk Folkeparti (SF) unter dem Fraktionsvorsitzenden Aksel Larsen versichern musste.
Bei der Parlamentswahl vom 22. November 1966 wurde Grünbaum als Nachfolger des langjährigen Abgeordneten Holger Eriksen erstmals als Abgeordneter in das Folketing gewählt und vertrat dort bis zur Folketingswahl 1981 den Wahlkreis Aarhus-Nord.
Nach dem Verlust der Regierungsmehrheit bei der Folketingswahl 1968 engagierte er sich in der Opposition und war Mitglied des Finanzausschusses des Folketings. Daneben engagierte er sich im Gewerkschaftsbund Landsorganisationen i Danmark (LO), für den er einen Programmentwurf für ein demokratisches Wirtschaftsleben erarbeitete, der auch eine Analyse eines Beitritts zu den Europäischen Gemeinschaften umfasste.
Als Krag nach dem Erfolg der Sozialdemokraten bei der Folketingswahl 1971 am 11. Oktober seine dritte Regierung bilden konnte, wurde Grünbaum abermals Finanzminister und behielt diese Funktion auch in der von Krags Nachfolger Anker Jørgensen am 5. Oktober 1972 gebildeten ersten Regierung bis zum 19. Dezember 1973. 
Am 13. Februar 1975 wurde Grünbaum von Jørgensen zwar nicht in dessen zweite Regierung berufen, allerdings 1976 zum parlamentarischen Finanzprüfer (Statsrevisor) ernannt. Er blieb in dieser Funktion bis 1982. Zugleich war er 1978 für kurze Zeit Vorsitzender des Finanzausschusses des Folketings. In dieser Funktion übte er jedoch heftige Kritik an der Wirtschaftspolitik der Regierung Jørgensen, was seine Beziehungen zur Parteispitze erheblich belastete.
Grünbaums älterer Bruder war der marxistische Wirtschaftswissenschaftler Isi Grünbaum; der Schriftsteller Ole Grünbaum ist Henry Grünbaums Sohn.